# Песчанка Брантса

Песчанка Брантса (лат. Gerbilliscus brantsii) — вид грызунов подсемейства песчанковых семейства мышиных. Имеет обширный ареал на юге Африки.

## Описание
Песчанка Брантса — грызун среднего размера, длина тела около 135 мм. Мех мягкий пушистый, отдельные волоски которого зонально окрашены. Голова узкая с  заострённой мордой. Глаза большие, горло белое, уши длинные с закруглёнными кончиками.
Спина рыжевато-бурая с коричневым отливом. Низ бледно-охристо-серый. Задние ноги намного длиннее передних. Хвост длинный, примерно такой же длины, как голова и тело. Верх хвоста в цвет спины, а нижняя половина белая.

## Распространение и среда обитания
Ареал песчанки Брантса включает Анголу, Ботсвану, Лесото, Мозамбик, Намибию, Южную Африку, Эсватини, Замбию и Зимбабве. 
Типичная среда обитания - травянистые равнины с кустарниками или редколесья на песчаных почвах, также этот вид может обитать вокруг болот и котловин на торфяных почвах.

## Экология
Животные ведут ночной образ жизни и, в основном, активны в сумерках и на рассвете. Норы разных особей обычно расположены близко друг к другу, что напоминает колонию.  Типичная нора состоит из нескольких туннелей длиной около 6 метров, залегающих на глубине до 20 сантиметров. Туннели имеют диаметр 45—60 миллиметров. У норы есть несколько входов и одна гнездовая камера. Иногда песчанки могут использовать гнёзда обыкновенного пескороя (лат. Cryptomys hottentotus).
Общение между особями происходит свистящими тонами, некоторые из которых находятся в ультразвуковом диапазоне.
Рацион песчанок Брантса в основном растительный, включающий зелёные части и корни, а также, иногда, насекомых. 
Размножение происходит в любое время года. Самки могут иметь 5—6 помётов в год. Период беременности составляет около трёх недель, а в помёте 3—5 детёнышей. В гнезде молодняк находится около месяца, глаза открываются через 16–20 дней.
На песчанку Брантса охотятся змеи, совы. Этот вид может являться переносчиком возбудителей чумы и  других болезней.